# めいちゅん
めいちゅん（1998年〈平成10年〉11月20日 - ）は、日本の女性YouTuber。血液型はB型、右投右打。ギャル系野球女子めいちゅんと呼ばれている。元東京ヤクルトスワローズの捕手・古田敦也の公認弟子でもある。

## 経歴
小学3年生でソフトボールを始め、ポジションは遊撃手・捕手。小学生時代は全国ベスト8も経験。
中学生時代は捕手、三塁手、投手。
船橋市立船橋高等学校に入学するも中途退学し通信制高校を卒業。
2019年6月に野球YouTuber向の投稿に初登場。その後向の野球チーム「ムコウズ」に入団。
同月に自身のYouTubeチャンネルも開設するも動画投稿しない系YouTuberとして投稿はなかった。
2020年6月1日に動画を初投稿。初投稿動画は現在72万再生を記録（※2021年7月現在）
野球だけではなく美容、ボウリング、格闘技、料理動画など幅広いジャンルで投稿し
K-1選手の「小澤海斗」やアイドルグループ「病ンドル」、ボウリング日本男子ランキング1位「永野すばるプロ」、お笑い芸人「千原兄弟・千原せいじ」などとコラボし話題になる。
2021年6月11日、ZOZOマリンスタジアムで行われた千葉ロッテマリーンズ対読売ジャイアンツ戦の試合前の始捕式に登場し安田尚憲の球を捕球した。
2024年1月自身投稿の動画で2025年度日本プロボウリング協会主催の、プロ資格取得テストに挑戦しプロボウラーを目指すことを公表した。プロになった暁にはKUWATACUPに出場したいとも語っている。
プロテスト受験のためボールとシューズを新調するにあたりプロボウラー岩見綾乃より用具提供を受けていた。
2024年9月10日投稿のYouTube動画で株式会社アメリカンボウリングサービス（ABS）から用具のサポートを受けることを公表した。

## 人物
三塁手、投手、捕手、遊撃手と複数のポジションを守れる（二塁手も経験している）。
右打ちではあるが、左で打つ動画も散見される。
趣味はソフトボール、野球、ボウリング（ベストスコア286）。
特技は裁縫、料理。
一児の母。
2020年11月には200キロの球を捕球、同年12月には240キロを捕球し香港・台湾など海外で大きく報道もされる。

### 背番号
- 42 （ムコウズ）
- 27 （ムコウズ女子）

## 出演
- ノブナカなんなん?（テレビ朝日、2021年4月10日）
- 激レアさんを連れてきた。（テレビ朝日、2021年5月10日）
- ジャンクSPORTS（フジテレビ、2021年6月20日・8月1日・10月3日）
- 世界まる見え!テレビ特捜部（日本テレビ、2021年7月19日）
- スクール革命!（日本テレビ、2021年9月26日）
- 乃木坂46弓木奈於のやみつきちゃん（ひかりTV、2021年11月13日）
- こやぶるSPORTS超（関西テレビ、2021年12月31日）大晦日SP